# Saint-Marcory
Saint-Marcory település Franciaországban, Dordogne megyében. Lakosainak száma 54 fő (2022. január 1.). Saint-Marcory Saint-Avit-Rivière, Capdrot, Pays-de-Belvès, Marsalès és Saint-Romain-de-Monpazier községekkel határos.

## Népesség
A település népessége az elmúlt években az alábbi módon változott:
| Lakosok száma | 76   | 61   | 58   | 56   | 55   | 53   | 50   | 50   | 49   | 54   |
|               | 1968 | 1982 | 1990 | 2006 | 2013 | 2015 | 2017 | 2019 | 2020 | 2022 |